# Nižná Slaná
Nižná Slaná (Hongaars: Alsósajó) is een Slowaakse gemeente in de regio Košice, en maakt deel uit van het district Rožňava.
Nižná Slaná telt 1.193 inwoners.